# دن هرینگتون
دن هرینگتون (انگلیسی: Dan Harrington؛ زادهٔ ۶ دسامبر ۱۹۴۵) بازیکن پوکر، شطرنج‌باز، و وکیل اهل ایالات متحده آمریکا است.